# ألفريدو كانتو غونزاليس
ألفريدو كانتو غونزاليس (بالإنجليزية: Alfredo Cantu Gonzalez) هو عسكري أمريكي، ولد في 23 مايو 1946 في إدينبورغ في الولايات المتحدة، وتوفي في 4 فبراير 1968 في مدينة هوي في فيتنام.